# 英斎
英斎（えいさい、生没年不詳）とは、明治時代の浮世絵師。

## 来歴
師系・経歴は一切不明。英斎と号す。明治時代に錦絵を残している。

## 作品
- 「春永本能寺合戦」　大判錦絵3枚続　早稲田大学図書館所蔵　※明治元年（1868年）
- 「東都呉服橋光景」　大判錦絵3枚続　東京大学史料編纂所所蔵　※明治元年
- 「越中嶋景色之図」　大判錦絵3枚続　都立図書館所蔵　※明治3年